# Krzeszewo
Krzeszewo (kaszb. Krzeszewò) – osada w Polsce położona w województwie pomorskim, w powiecie bytowskim, w gminie Miastko.
W latach 1975–1998 miejscowość administracyjnie należała do województwa słupskiego.